# Gare de Chalon-sur-Saône
Gare de Chalon-sur-Saône vasútállomás Franciaországban, Chalon-sur-Saône településen.

## Vasútvonalak
Az állomást az alábbi vasútvonalak érintik:
- Párizs–Marseille-vasútvonal
- Chalon-sur-Saône–Bourg-en-Bresse-vasútvonal
- Seurre–Chalon-sur-Saône-vasútvonal
- Cluny–Chalon-sur-Saône-vasútvonal

## Kapcsolódó állomások
A vasútállomáshoz az alábbi állomások vannak a legközelebb:
- Gare de Beaune
- Gare de Sennecey-le-Grand
- Gare de Fontaines - Mercurey